# 6. červen
6. červen je 157. den roku podle gregoriánského kalendáře (158. v přestupném roce). Do konce roku zbývá 208 dní. Svátek má Norbert.

## Události

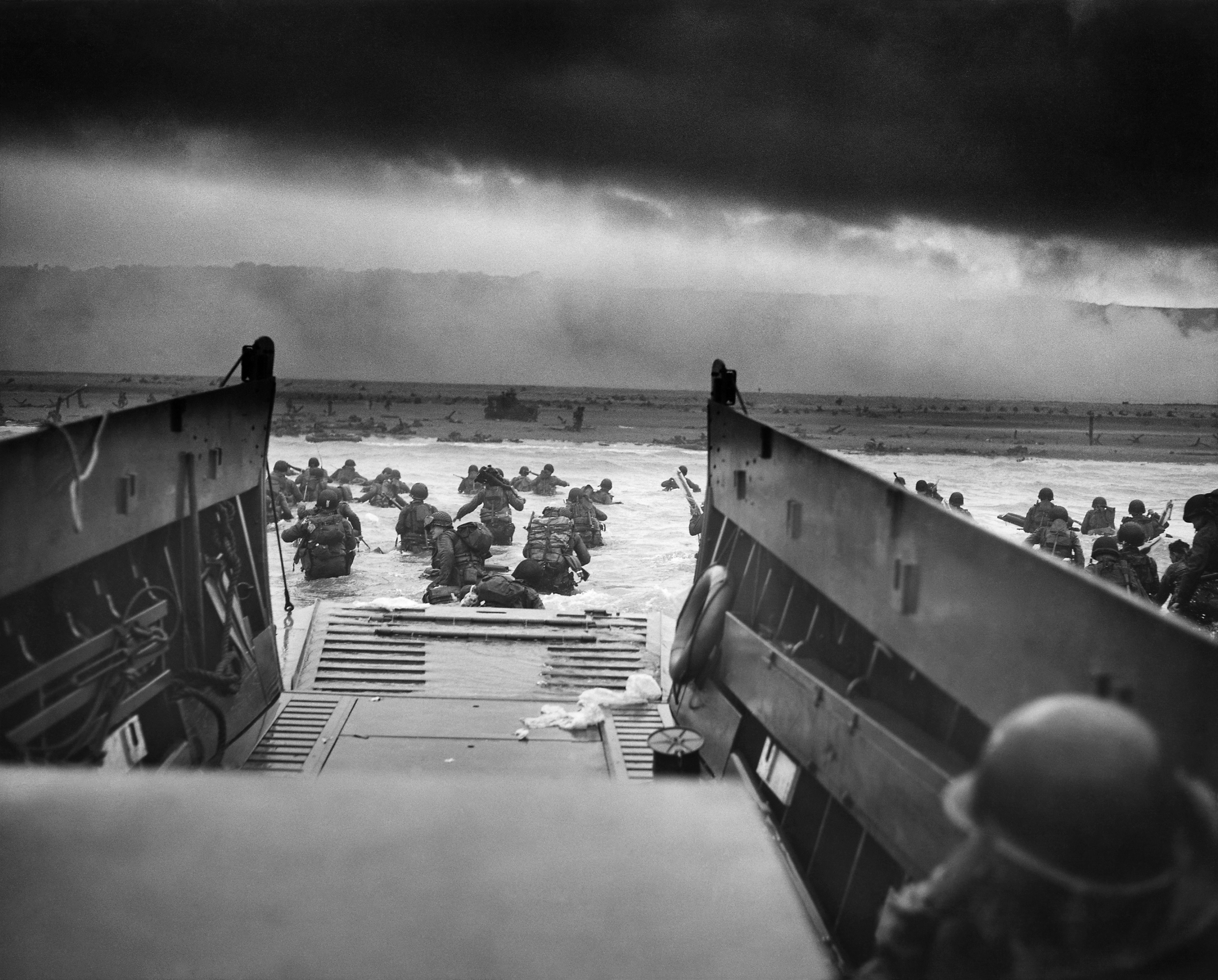
Robert F. Sargent: Vojáci z 1. divize přistávají na Omaha Beach – Den D, začíná Operace Overlord

### Česko
- 1619 – České vojsko pod vedením Jindřicha Matyáše Thurna se dostalo k Vídni.
- 1620 – Ferdinand II. pověřil Maximiliána I. Bavorského správou Čech.
- 1992 – V československých parlamentních volbách zvítězily s velkým náskokem ODS a HZDS.
- 1999 – Premiér Miloš Zeman ohlásil akci „mléko do škol": do škol se má distribuovat levnější mléko, aby se zvýšil jeho odbyt.

### Svět
- 1513 – V bitvě u Novary zvítězili švýcarští žoldnéři ve službách milánského vévody nad francouzskou armádou.
- 1523 – Gustav Vasa byl zvolen švédským králem, čímž definitivně zanikla Kalmarská unie a vzniklo nezávislé Švédsko.
- 1527 – Již měsíc okupují a rabují Řím císařští žoldnéři, než konečně papež Klement VII. souhlasí se zaplacením výkupného.
- 1633 – Těsně před předpokládanou bitvou u Dlouhé Olešnice uzavřel Albrecht z Valdštejna, velící vojsku o síle 40,000 mužů, příměří se saským velitelem Amimem.
- 1792 – Pozdější František I. byl korunován králem uherským.
- 1801 – V Badajozu byly podepsány mírové smlouvy mezi Španělskem a Portugalskem.
- 1808 – Napoleonův bratr Josef Bonaparte byl korunován na španělského krále.
- 1813 – Americká invaze do Kanady byla zastavena u Stoney Creek v provincii Ontario.
- 1844 – Příručí George Williams založil v Anglii YMCA - Young men’s Christian Association (Křesťanské sdružení mladých mužů).
- 1917 – Kongres Spojených států amerických schválil vyhlášení války Německu.
- 1932 – Americký zákon o příjmech z byl přijat, čímž vznikla první daň z pohonných hmot ve Spojených státech ve výši 1 centu za americký galon (asi 0,25 ¢/l).
- 1942 – Skončila Bitva u Midway (začátek 4. června).
- 1944 – Začalo vylodění v Normandii. Den D, začíná Operace Overlord.
- 1945 – Rusové nacházejí tělo v berlínském podzemním bunkru, o kterém se věří, že je to Adolf Hitler.
- 1962 – Po neúspěšné zkušební nahrávce pro Decca Records absolvovali Beatles ve složení John, Paul, George a Pete Best zkušební nahrávku za přítomnosti producenta George Martina ve studiích EMI Records v Londýně.
- 1965 – Anglická skupina Rolling Stones vydala svou nejznámější skladbu Satisfaction.
- 1967 – V důsledku izraelsko-arabské války Egypt zablokoval Suezský průplav a přerušil styky s USA, když Izrael obsadil Pásmo Gazy. Průplav byl znovu otevřen až 5. června 1975.
- 1971 – Start kosmická lodě Sojuz 11. Při návratu na Zemi o 23 dní později celá posádka zahynula.
- 1974 – Při dopravní nehodě u Podolínce na východním Slovensku zahynulo 9 dětí.
- 1984 – Vyrobena hra Tetris.
- 2023 – Rusko-ukrajinská válka: V důsledku exploze došlo k protržení hráze Kachovské přehrady na řece Dněpr. Vážně poškozena byla i Kachovská vodní elektrárna.

## Narození

### Česko

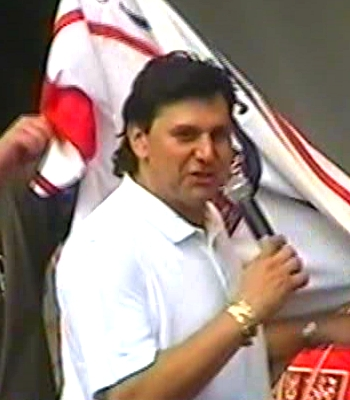
Vladimír Růžička (* 1963)

- 1677 – Antonín Appeller, barokní kameník († 1735)
- 1737 – Arnošt Kryštof z Kounic, moravský zemský hejtman († 19. května 1797)
- 1773 – Václav Tomáš Matějka, hudební skladatel a kytarista († 19. ledna 1830)
- 1835 – Adolf Heyduk, básník († 6. února 1923)
- 1837 – Ferdinand Josef Lehner, kněz, pečoval o církevní hudbu, výtvarné umění a památky († 1. března 1914)
- 1841 – Emil Herrmann, právník a překladatel († 3. listopadu 1892)
- 1855 – Edvard Jelínek, spisovatel, organizátor všeslovanských vztahů († 15. března 1897)
- 1856 – Jan Vejrych, architekt († 24. června 1926)
- 1858 – Viktor Ponrepo, majitel prvního stálého kina v Čechách († 4. prosince 1926)
- 1865 – Jan František Hruška, etnograf a spisovatel († 17. října 1937)
- 1878 – Kristina Ringlová, vizionářka mariánského zjevení v Suchém Dole († 27. října 1957)
- 1882 – František Cína Jelínek, malíř († 3. února 1961)
- 1883 – Alois Špalek, architekt († 10. ledna 1940)
- 1890 – Jindřich Freiwald, architekt († 8. května 1945)
- 1905
  - Elly Oehlerová, architektka a bytová návrhářka († 22. dubna 1953)
  - Óndra Łysohorsky, lašský básník († 19. prosince 1989)
- 1907 – Rudolf Zosel, československý fotbalový reprezentant († ?)
- 1909 – Ivan Jelínek, novinář a spisovatel († 27. září 2002)
- 1912 – Jiří Hermach, filozof Československého jara († 5. října 2011)
- 1913 – Jiří Hájek, právník († 22. října 1993)
- 1919 – Ludmila Želenská, herečka († 1998)
- 1920 – Josef Vlček, moravský katolický aktivista, politický vězeň a vydavatel († 28. července 2015)
- 1922
  - Antonín Kapek, komunistický politik a funkcionář († 23. května 1990)
  - Dagmar Berková, malířka († 29. května 2002)
- 1923 – Tadeáš Řehák, administrátor tepelského kláštera († 4. srpna 1997)
- 1924
  - Vlastimil Pinkas, dirigent a hudební skladatel
  - Radovan Richta, sociolog a filozof († 21. července 1983)
- 1925 – Ivan Pfaff, historik, publicista a spisovatel († 28. června 2014)
- 1927
  - Jiřina Adamcová, akademická malířka a grafička († 1. února 2019)
  - Pavel Machonin, sociolog
- 1928 – Vítězslav Eibl, keramik, sochař a pedagog († 23. dubna 2009)
- 1929 – Svatopluk Káš, lékař-neurolog a spisovatel
- 1931 – Marie Zápotocká, archeoložka
- 1933 – Tomáš Pasák, historik († 26. října 1995)
- 1935 – Karel Augusta, herec († 31. května 1998)
- 1936 – Pavel Švanda, spisovatel
- 1938 – Vladimír Jiránek, ilustrátor, kreslíř a scenárista a režisér animovaných filmů († 6. listopadu 2012)
- 1940 – Robert Bakalář, sportovní novinář a komentátor († 3. srpna 2011)
- 1945 – Zuzana Šavrdová, herečka († 31. března 2011)
- 1946 – Jiří Poláček, fotograf
- 1947 – Taťána Fischerová, herečka, spisovatelka, moderátorka, politička a občanská aktivistka († 25. prosince 2019)
- 1949 – Olga Nytrová, spisovatelka, publicistka
- 1950 – Jiří Novák, československý hokejový útočník
- 1951 – Stanislav Hranický, heavymetalový zpěvák († 7. dubna 2013)
- 1956 – Radko Martínek, politik
- 1963 – Vladimír Růžička, lední hokejista, hokejový funkcionář a bývalý trenér české reprezentace
- 1968 – Petr Hradil, moderátor, herec, zpěvák, bývalý člen skupiny Chinaski
- 1975 – Lubomír Typlt, malíř a textař skupiny WWW
- 1996 – Jan Doležal, vícebojař

### Svět

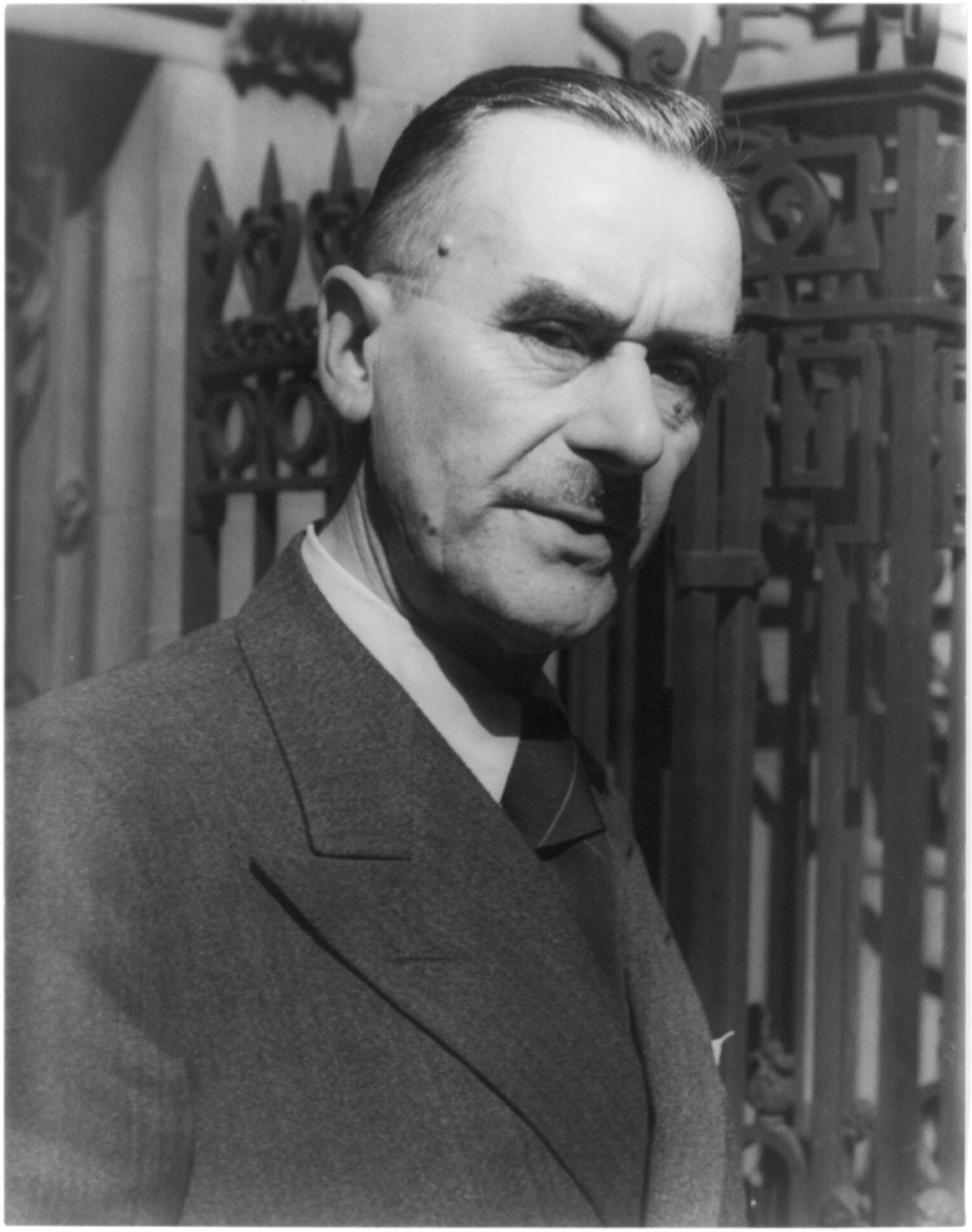
Thomas Mann (* 1875)

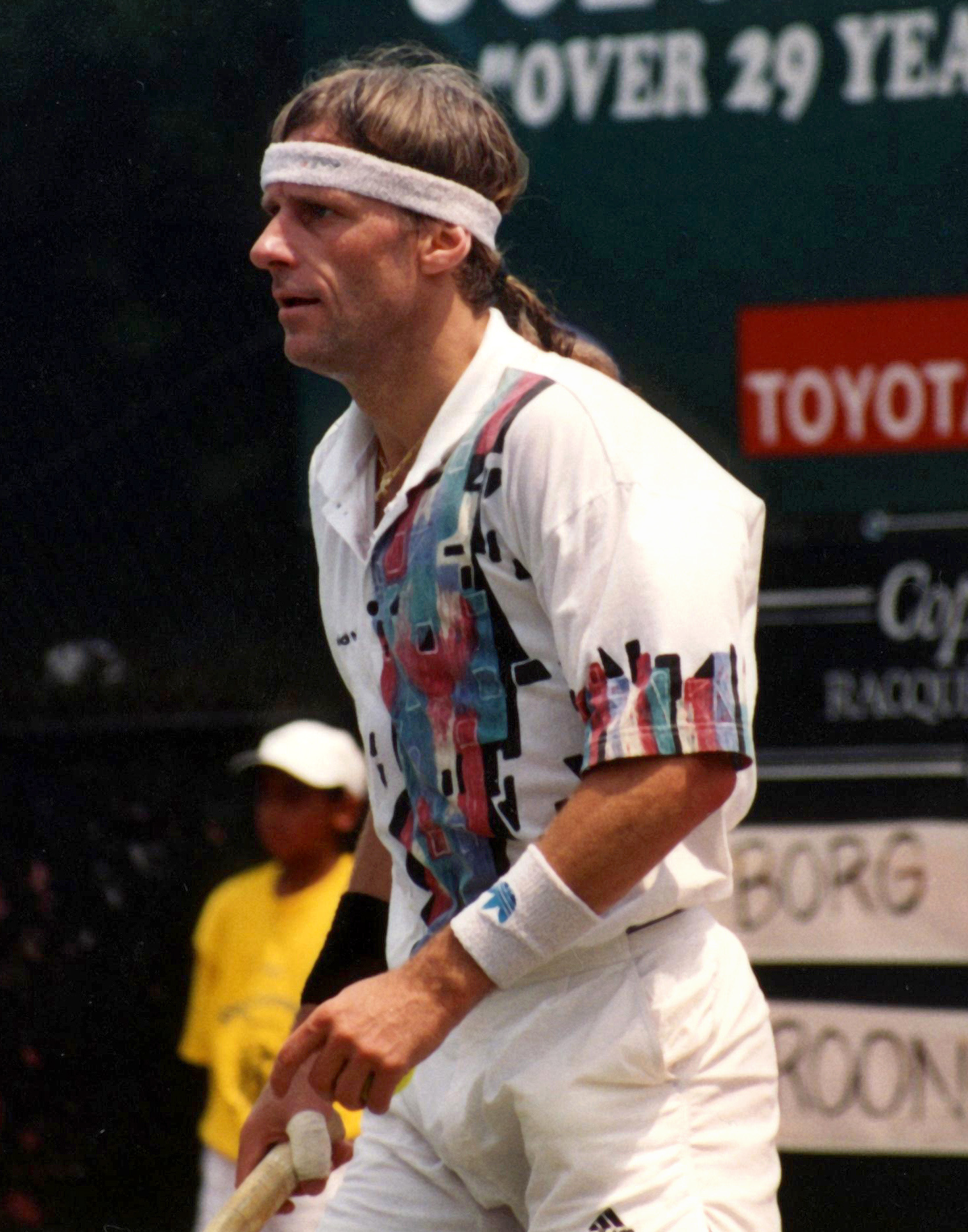
Björn Borg (* 1956)

- 1332 – Alžběta z Burgh (1332-1363), hraběnka z Ulsteru a vévodkyně z Clarence († 10. prosince 1363)
- 1502 – Jan III. Portugalský, portugalský král († 1557)
- 1519 – Andrea Cesalpino, italský filozof a botanik († 23. února 1603)
- 1599 – Diego Velázquez, španělský malíř († 6. srpna 1660)
- 1606 – Pierre Corneille, francouzský spisovatel († 1684)
- 1625 – Domenico Guidi, italský barokní sochař († 28. března 1701)
- 1646 – Hortensia Mancini, italská šlechtična, milenka anglického krále Karla II. († 2. července 1699)
- 1653 – André Hercule de Fleury, kardinál a první ministr Francie za vlády Ludvíka XV († 10. ledna 1743)
- 1661 – Giacomo Antonio Perti, italský hudební skladatel († 10. dubna 1756)
- 1714 – Josef I. Portugalský, portugalský král († 1777)
- 1772 – Marie Tereza Neapolsko-Sicilská, manželka rakouského císaře Františka I. (* 1807)
- 1799 – Alexandr Sergejevič Puškin, ruský básník, prozaik a dramatik († 10. února 1837)
- 1823 – Leopold Habsbursko-Lotrinský, rakouský arcivévoda, vnuk Leopolda II. († 24. května 1898)
- 1829 – Honinbó Šúsaku, japonský goista zlaté éry go († 1862)
- 1841 – Eliza Orzeszkowa, polská spisovatelka († 1910)
- 1843
  - Ludwig Beissner, německý zahradník a dendrolog († 21. prosince 1927)
  - Henrieta Marie z Lichtenštejna, kněžna lichtenštejnská († 24. prosince 1931)
- 1850 – Karl Ferdinand Braun, německý fyzik a nositel Nobelovy ceny († 1918)
- 1852 – Paolo Albera, rector major salesiánů († 29. října 1921)
- 1857 – Alexandr Ljapunov, ruský matematik a fyzik († 3. listopadu 1918)
- 1862 – Pavel Socháň, slovenský malíř, fotograf, etnograf, dramatik († 23. ledna 1941)
- 1865 – Karl Blossfeldt, německý fotograf a sochař († 9. prosince 1932)
- 1868 – Robert Falcon Scott, britský polárník († 1912)
- 1869 – Siegfried Wagner, německý hudební skladatel a dirigent († 4. srpna 1930)
- 1871 – Oscar Wisting, norský námořník, polárník a objevitel († 5. prosince 1936)
- 1872 – Alix Hesensko-Darmstadtská, ruská carevna, manželka Mikuláše II. (* 17. července 1918)
- 1875 – Thomas Mann, německý spisovatel († 1955)
- 1886
  - Hans Prinzhorn, německý psychiatr a historik umění († 14. června 1933)
  - Endre Bajcsy-Zsilinszky, maďarský politik a novinář († 24. prosince 1944)
  - Hans Prinzhorn, německý psychiatr († 1933)
- 1887 – Nikola Miličević, chorvatský astronom († 3. června 1963)
- 1888 – Valerian Kujbyšev, bolševický revolucionář († 25. ledna 1935)
- 1893 – Otto Pankok, německý tiskař, malíř a sochař († 10. října 1966)
- 1896
  - Walter Abel, americký herec († 1987)
  - Henry Allingham, bývalý britský voják, veterán první světové války († 2009)
  - Italo Balbo, italský válečník († 1940)
- 1898 – Walter Abel, americký herec († 26. března 1987)
- 1901 – Sukarno, první president Indonésie († 21. června 1970)
- 1902
  - Avraham Daus, izraelský dirigent a hudební skladatel († 25. června 1974)
  - Jimmie Lunceford, americký jazzový saxofonista († 12. července 1947)
- 1903
  - Ceri Richards, velšský malíř († 9. listopadu 1971)
  - Aram Chačaturjan, arménský hudební skladatel, klavírista a dirigent († 1. května 1978)
- 1906 – Max August Zorn, americký matematik († 9. března 1993)
- 1907 – Odoardo Focherini, italský novinář, mučedník a blahoslavený katolické církve († 27. prosince 1944)
- 1909 – Isaiah Berlin, rusko-britský filozof († 5. listopadu 1997)
- 1921 – Nancy Reaganová, manželka prezidenta Spojených států amerických Ronalda Reagana († 2016)
- 1922
  - Jerzy Broszkiewicz, polský spisovatel a dramatik († 4. října 1993)
  - Pietro Lombardi, italský zápasník, zlato na OH 1948 († 5. října 2011)
- 1924 – Orna Poratová, izraelská divadelní herečka († 6. srpna 2015)
- 1925 – Erika Weinzierlová, rakouská historička († 28. října 2014)
- 1928
  - Elio Sgreccia, italský kardinál
  - Marián Gallo, slovenský herec († 19. ledna 2001)
- 1931 – Kiki Dimoula, řecká básnířka († 22. února 2020)
- 1932 – David Scott, americký astronaut, velitel mise Apollo 15
- 1933
  - Jean-Pierre Mocky, francouzský filmový režisér a herec († 8. srpna 2019)
  - Heinrich Rohrer, švýcarský fyzik, nositel Nobelovy ceny za fyziku za rok 1986 († 16. května 2013)
- 1934 – Albert II. Belgický, belgický král
- 1935 – Grant Green, americký kytarista († 31. ledna 1979)
- 1940
  - Jozef Zlocha, slovenský geolog, důlní inženýr, politik († 25. srpna 2001)
  - Willie John McBride, irský ragbista
- 1941
  - David Crystal, britský jazykovědec a spisovatel
  - Markus Raetz, švýcarský malíř, sochař a fotograf († 14. dubna 2020)
- 1942 – Norberto Rivera Carrera, mexický kardinál
- 1943 – Richard Smalley, americký chemik, Nobelova cena za chemii 1996 († 28. října 2005)
- 1944
  - Edgar Froese, německý hudebník († 20. ledna 2015)
  - Monty Alexander, jamajský klavírista
- 1946
  - Tony Levin, americký baskytarista (King Crimson, Liquid Tension Experiment, Peter Gabriel)
  - Peter Singer, australský filozof a aktivista
- 1947 – Robert Englund, americký herec
- 1948
  - Miroslav Abelovský, slovenský politik
  - Richard Sinclair, britský baskytarista a zpěvák
- 1950 – Chantal Akermanová, belgická režisérka a umělkyně
- 1952 – Harvey Fierstein, americký herec a dramatik
- 1955
  - Sandra Bernhard, americká komička, herečka a zpěvačka
  - Sam Simon, americký televizní producent a scenárista († 8. března 2015)
- 1956
  - Björn Borg, švédský tenista
  - Jay Buckey, americký lékař, kosmonaut a politik
- 1959 – Jimmy Jam, americký hudební producent
- 1960 – Steve Vai, americký rockový kytarista
- 1961 – Tom Araya, americký zpěvák a basák thrash metalové skupiny (Slayer)
- 1963 – Jason Isaacs, britský herec
- 1967 – Ron Zwerver, nizozemský volejbalista
- 1975 – Staci Keanan, americká herečka
- 1978 – Judith Barsi, americká dětská herečka († 25. července 1988)
- 1983 – Joe Rokocoko, novozélandský ragbista
- 1985 – Sebastian Larsson, švédský fotbalista
- 1986 – Leslie Carter, americká zpěvačka a herečka († 31. ledna 2012)
- 1988 – Arianna Errigová, italská sportovní šermířka
- 1993 – Frida Gustavsson, švédská modelka
- 2001 – Rayan Aït-Nouri, francouzský fotbalista

## Úmrtí

### Česko

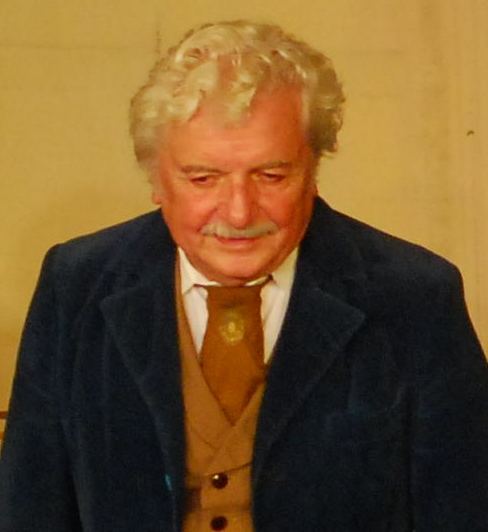
Ladislav Smoljak († 2010)

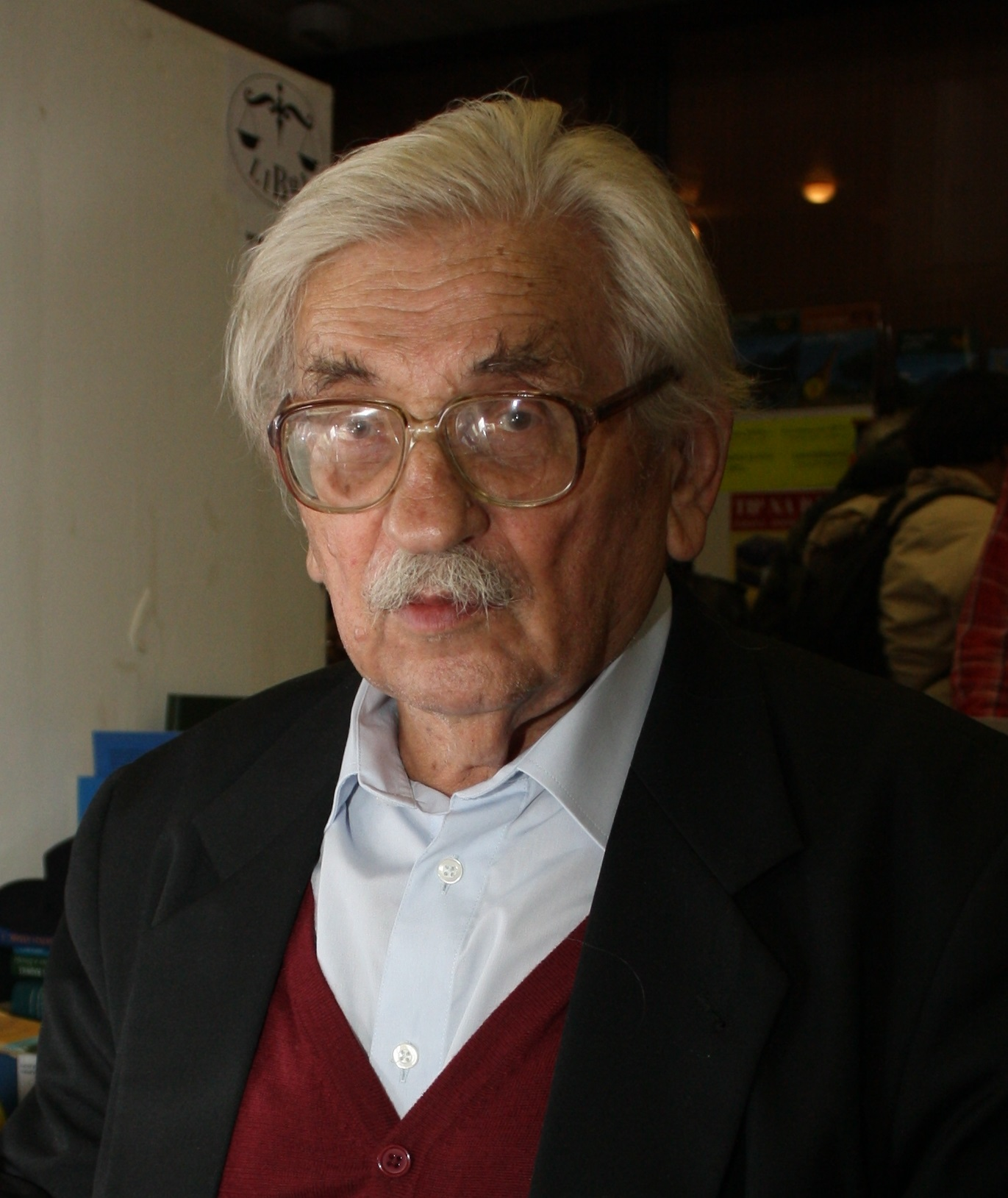
Ludvík Vaculík († 2015)

- 1625 – Anna Marie Šemberová z Boskovic a Černé Hory, moravská šlechtična (* 1575)
- 1856 – Václav Bojer, český botanik a cestovatel (* 23. září 1795)
- 1861 – Václav Rodomil Kramerius, redaktor a překladatel (* 6. května 1792)
- 1871 – Otto Bischoff, český podnikatel a politik německé národnosti (* 7. března 1818)
- 1882 – František Mnohoslav Vrána, básník a folklorista (* 5. prosince 1853)
- 1899 – Jan Antoš, spisovatel (* 1. ledna 1860)
- 1929 – Richard Réti, československý šachista (* 28. května 1889)
- 1932 – Alois Dryák, český architekt (* 24. února 1872)
- 1937 – Marie Gardavská, česká malířka hanáckého folkloru (* 14. března 1871)
- 1942 – Jaroslav Fabinger, český fotograf (* 1899)
- 1943
  - František Tyttl, mykolog a malíř (* 28. prosince 1857)
  - Matthias Krepenhofer, československý novinář a politik německé národnosti (* 29. září 1868)
- 1947 – Eduard Sochor, český architekt (* 21. září 1862)
- 1951 – Juraj Vyskočil, československý politik slovenské národnosti (* 18. listopadu 1881)
- 1954 – Oldra Sedlmayerová, básnířka, blízká přítelkyně T. G. Masaryka (* 4. července 1886)
- 1956 – Josef Jan Litomiský, zakladatel Kongregace bratří těšitelů z Gethseman (* 2. března 1888)
- 1961 – František Trávníček, československý bohemista a politik (* 17. srpna 1888)
- 1966 – Jan Víšek, architekt (* 13. května 1890)
- 1971 – Dionysius Polanský, československý právník, politik (* 8. října 1894)
- 1976 – Jaroslav Pušbauer, hokejový obránce (* 31. července 1901)
- 1977 – Ivan Pietor, československý právník, politik, ministr (* 29. července 1904)
- 1986 – Leopold Slíva, československý politik (* 12. listopadu 1896)
- 1987 – Eduard Petiška, spisovatel (* 14. května 1924)
- 1988 – František Zyka mladší, mistr houslař (* 20. února 1930)
- 1995 – Otmar Kučera, stíhací pilot (* 13. července 1914)
- 1996 – Vladimír Karfík, architekt (* 26. října 1901)
- 2007 – Miroslav Smotlacha, mykolog (* 22. září 1920)
- 2010
  - Ladislav Smoljak, režisér, scenárista, dramatik a herec (* 9. prosinec 1931)
  - Vladimír Nálevka, historik (* 21. února 1941)
- 2013
  - Marie Kubátová, spisovatelka a dramatička (* 8. srpna 1922)
  - Jan Štěpánek, český a švýcarský lékař a politik (* 14. června 1937)
- 2015 – Ludvík Vaculík, český spisovatel (* 23. července 1926)

### Svět

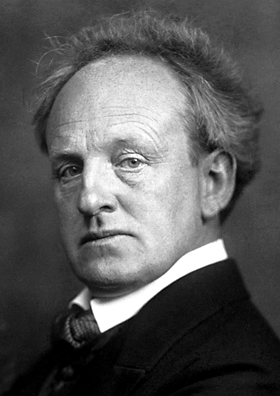
Gerhart Hauptmann († 1946)

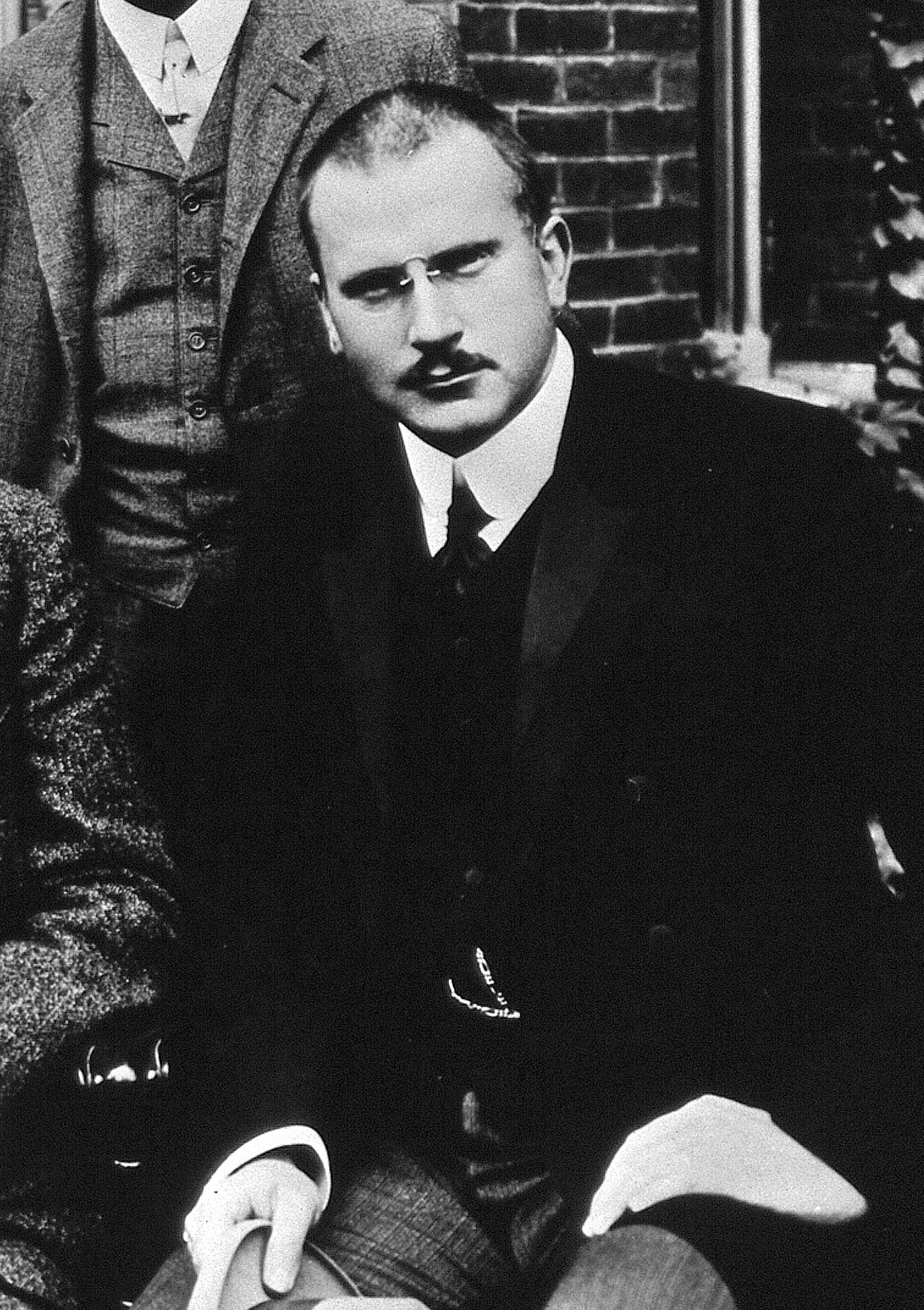
Carl Gustav Jung († 1961)

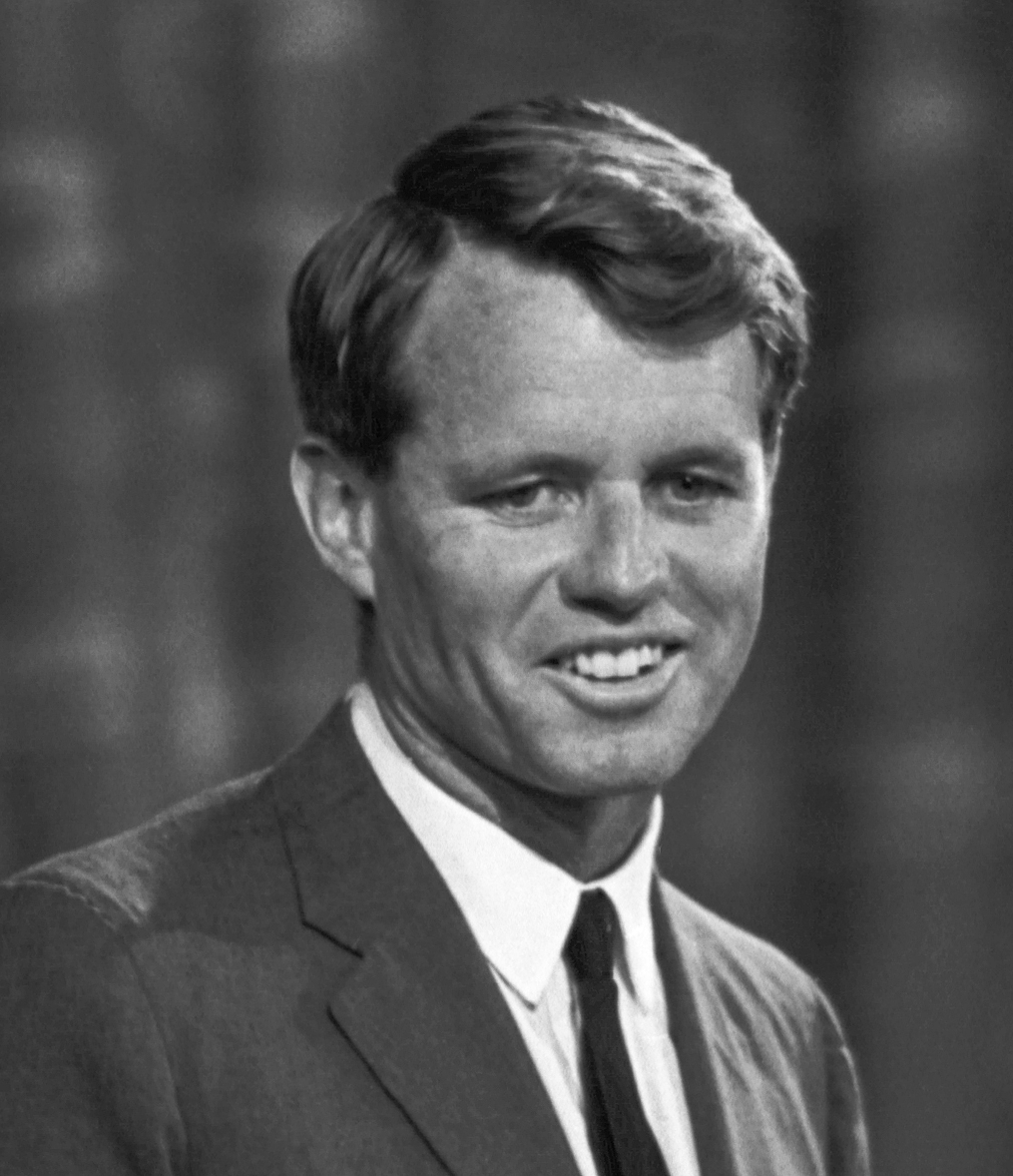
Robert Kennedy († 1968)

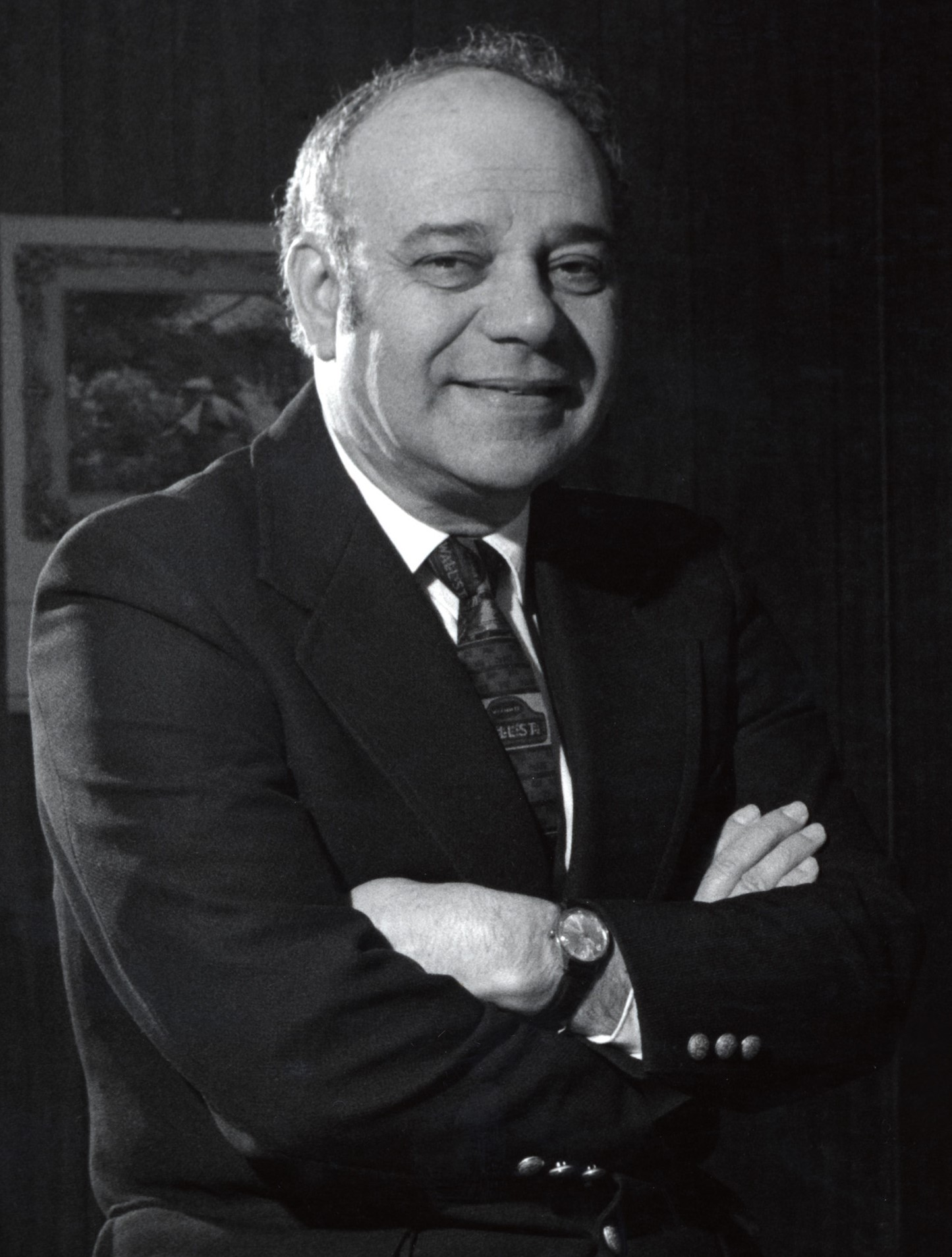
Jerome Karle († 2013)

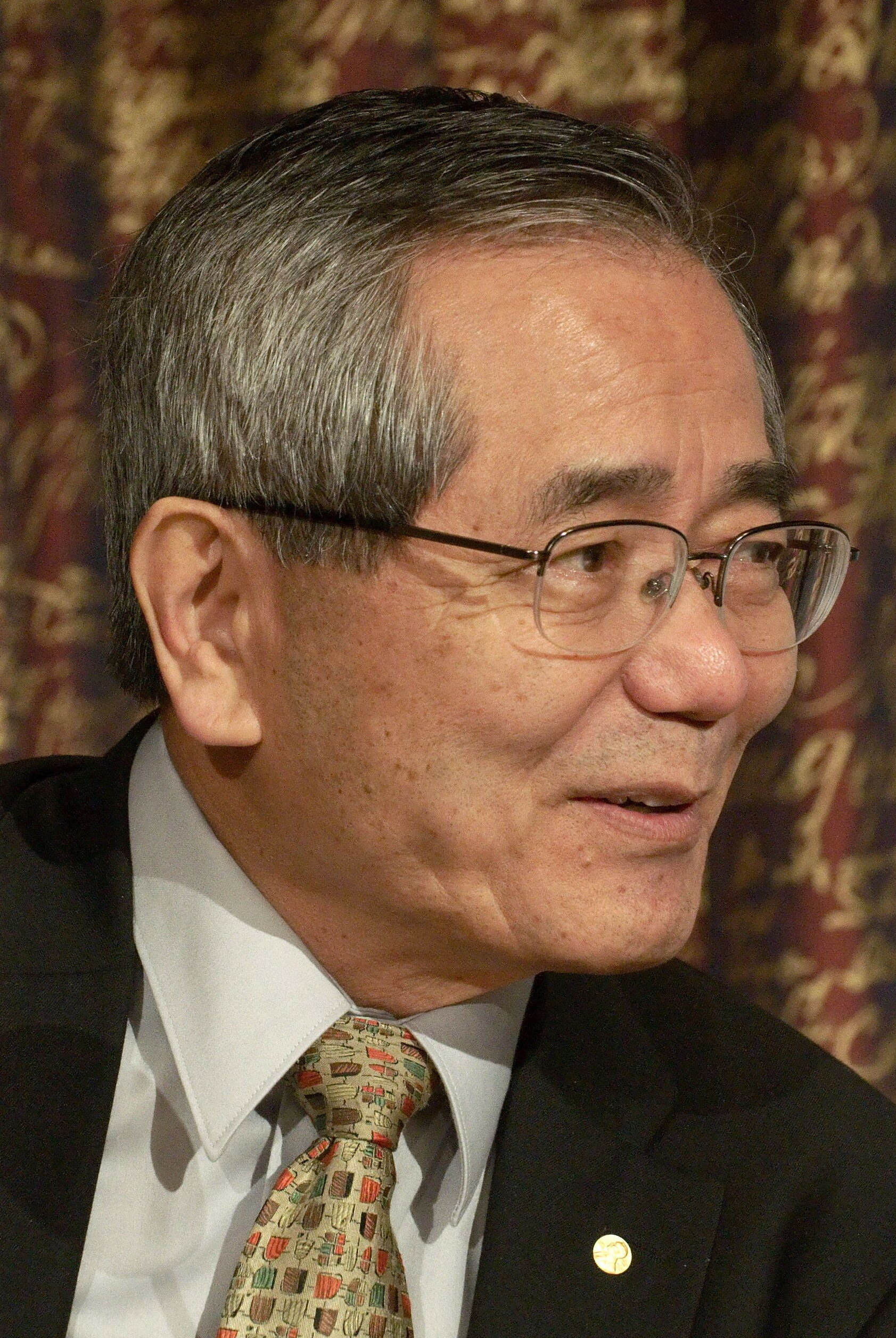
Eiči Negiši († 2021)

- 157 př. n. l. – Wen-ti, pátý císař čínské dynastie Chan (* 203 př. n. l.)
- 1097 – Anežka Akvitánská, aragonská a navarrská královna (* konec 1072)
- 1134 – Norbert z Xantenu, německý kněz, zakladatel premonstrátského řádu (* 1082)
- 1217 – Jindřich I. Kastilský, kastilský král (* 14. dubna 1204)
- 1303 – Ota VI. Braniborský, syn Boženy České (* 1252)
- 1424 – Blanka Navarrská, kněžna z Asturie a navarrská královna († 2. prosince 1464)
- 1548 – João de Castro, portugalský mořeplavec (* 7. února 1500)
- 1561 – Kateřina Meklenburská, meklenburská princezna a saská vévodkyně (* 1487)
- 1625 – Anna Marie Šemberová z Boskovic a Černé Hory, česká šlechtična a kněžna z Lichtenštejna (* 1575)
- 1661 – Martino Martini, jezuitský misionář v Číně (* 20. září 1614)
- 1710 – Louise de La Vallière, milenka francouzského krále Ludvíka XIV. (* 6. srpna 1644)
- 1737 – Pierre-Joseph Garidel, francouzský lékař a botanik (* 1. srpna 1658)
- 1793 – Anton Salomon, rakouský průmyslník a mecenáš (* ? 1717)
- 1816 – Christiane Vulpius, manželka J. W. Goetha (* 1. června 1765)
- 1818 – Jan Henryk Dąbrowski, polský generál, národní hrdina (* 2. srpna 1755)
- 1832 – Jeremy Bentham, britský právní teoretik, osvícenský filozof a radikální společenský reformátor, zakladatel utilitarismu a kritik lidských práv (* 1748)
- 1843 – Friedrich Hölderlin, německý lyrik (* 1770)
- 1854 – Jelizaveta Grigorieva Temkina, pravděpodobně nemanželská dcera carovny Kateřiny (* 24. července 1775)
- 1861 – Camillo Benso Cavour, první italský premiér (* 10. srpna 1810)
- 1867 – Matylda Marie Rakouská, dcera arcivévody Albrechta Fridricha Rakousko-Těšínského (* 25. ledna 1849)
- 1870 – Ferdinand Petrovič Wrangel, ruský námořník a polárník (* 9. ledna 1797)
- 1891 – John Alexander Macdonald, kanadský politik skotského původu, spoluzakladatel a první premiér Kanady (* 1815)
- 1895 – Stefan Stambolov, bulharský politik (* 31. ledna 1854)
- 1896 – Josef Dachs, rakouský pianista a hudební pedagog (* 30. září 1825)
- 1912 – Giulio Ricordi, italský vydavatel, hudební publicista, malíř a hudební skladatel (* 19. prosince 1840)
- 1922 – Karl von Giovanelli, předlitavský soudce a politik (* 28. října 1847)
- 1935 – Julian Byng, 1. vikomt Byng, britský polní maršál (* 11. září 1862)
- 1941 – Louis Chevrolet, americký automobilový závodník a spoluzakladatel firmy Chevrolet Motor Car Company (* 1878)
- 1943 – Guido Fubini, italský matematik (* 19. ledna 1879)
- 1946
  - Wilfried Basse, německý kameraman a tvůrce dokumentárních filmů (* 17. srpna 1899)
  - Gerhart Hauptmann, německý spisovatel, nositel Nobelovy ceny za literaturu za rok 1912 (* 15. listopadu 1862)
- 1948 – Louis Lumière, francouzský filmový průkopník (* 1864)
- 1955 – Jelisaveta Načić, srbská architektka (* 31. prosince 1878)
- 1956
  - Margaret Wycherlyová, anglická divadelní a filmová herečka (* 26. října 1881)
  - Hiram Bingham, americký historik, cestovatel a politik (* 19. listopadu 1875)
- 1957 – Rudolf Fischer, německý spisovatel (* 6. března 1901)
- 1961 – Carl Gustav Jung, švýcarský psycholog (* 26. července 1875)
- 1962
  - Yves Klein, francouzský umělec (* 28. dubna 1928)
  - John Rimmer, britský olympijský vítěz na 3000 metrů překážek (* 27. dubna 1878)
- 1968
  - Theodor Frings, německý jazykovědec (* 23. července 1886)
  - Robert F. Kennedy, americký politik (* 20. listopadu 1925)
- 1981 – Jan Burgers, nizozemský fyzik (* 13. ledna 1895)
- 1982 – Kenneth Rexroth, americký básník (* 22. prosince 1905)
- 1985 – Vladimir Jankélévitch, francouzský filozof a muzikolog (* 31. srpna 1903)
- 1991 – Stan Getz, americký jazzový saxofonista (* 1927)
- 1994 – Jochaj Ben Nun, velitel Izraelského vojenského námořnictva (* 17. prosince 1924)
- 1996 – George Davis Snell, americký genetik, Nobelova cena za fyziologii a medicínu 1980 (* 19. prosince 1903)
- 1997 – Eitel Cantoni, uruguayský automobilový závodník (* 4. října 1906)
- 2001 – Douglas Lilburn, novozélandský hudební skladatel (* 2. listopadu 1915)
- 2004
  - Thomas Klestil, rakouský prezident (* 4. listopadu 1932)
  - Judy Campbell, anglická herečka (* 31. května 1916)
- 2005 – Anne Bancroftová, americká herečka (* 17. září 1931)
- 2006
  - Arnold Newman, americký portrétní fotograf (* 3. března 1918)
  - Billy Preston, americký R&B pianista (* 1946)
- 2009 – Jean Dausset, francouzský lékař a imunolog, Nobelova cena 1980 (* 19. října 1916)
- 2012 – Vladimir Jevgeňjevič Krutov, ruský hokejista (* 1. června 1960)
- 2013
  - Bert Wilson, americký saxofonista (* 15. října 1939)
  - Esther Williams, americká herečka (* 8. srpna 1921)
  - Tom Sharpe, britský spisovatel (* 30. března 1928)
  - Jerome Karle, americký chemik, Nobelova cena za chemii 1985 (* 18. června 1918)
- 2015 – Pierre Brice, francouzský herec a zpěvák (* 6. února 1929)
- 2021 – Eiči Negiši, japonský chemik, nositel Nobelovy ceny (* 14. července 1935)
- 2023 – Françoise Gilot, francouzská malířka (* 26. listopadu 1921)
- 2024
  - Sergej Petrovič Novikov, ruský matematik (* 20. března 1938)
  - Fumihiko Maki, japonský architekt (*  6. září 1928)

## Svátky

### Česko
- Norbert, Norberta, Norman
- Persida
- Sidon, Sidonie

### Svět
- OSN: Den ruštiny
- Slovensko: Norbert
- Švédsko: Vznik státu
- Malajsie: Královy narozeniny
- Jižní Korea: Memorial Day
- Bahamy: Svátek práce
- Tchaj-wan: Den inženýrů
- Severní Korea: Den založení Korejské dětské unie
- Bolívie: Den učitelů

## Pranostiky

### Česko
- O svatém Norbertu chladna jdou ke čmertu.

| 6. červen v pražském KlementinuÚdaje jsou platné k 29. 4. 2025. | 6. červen v pražském KlementinuÚdaje jsou platné k 29. 4. 2025. | 6. červen v pražském KlementinuÚdaje jsou platné k 29. 4. 2025. |
| minimum                                                         | denní průměr                                                    | maximum                                                         |
| --------------------------------------------------------------- | --------------------------------------------------------------- | --------------------------------------------------------------- |
| 3,6 °C (1962)                                                   | 17,7 °C (od 1961)                                               | 34,0 °C (1998)                                                  |